# 狹葉櫟
（學名：Quercus stenophylloides）又名狹葉椆、狹葉高山櫟，臺灣特有種，為殼斗科櫟屬，常綠闊葉樹。本種與白背櫟（Quercus salicina）型態十分相近，對於兩物種是否應該合併，還需要進一步研究兩者的親緣關係。

## 形態特徵
葉螺旋狀互生，6 - 14.5 cm長，1.2 - 4.2 cm寬，革質，呈披針形至卵狀長橢圓形，先端漸尖，基部銳尖至鈍，銳鋸齒緣，下表面常灰白和被毛。第一側脈在葉下表面明顯凸起，約9 - 17對。嫩葉紫紅或黃綠色，被毛。
單性花，雌雄同株；雌花單生，花柱三裂，花被片六裂，被毛；雄花3朵一簇，螺旋排列在葇荑花序上，花被片六裂，被毛。
果實單生，1.7 - 2.1 cm長，殼斗被絨毛，具8-9環鱗片，包覆堅果1/2至1/3。

## 分布
台灣全島中海拔，900 - 2600公尺山區森林中。

## 延伸閱讀
- 維基物種上的相關：狹葉櫟